# Gesichtsfeminisierung
Die Gesichtsfeminisierung (engl.: Facial Feminization Surgery; Abk.: FFS) ist ein Sammelbegriff für eine Reihe von rekonstruktiven, chirurgischen Eingriffen, bei welchen man einem Gesicht ein feminines Erscheinungsbild verleiht.
FFS kann verschiedene Eingriffe an Knochen und Weichteilen umfassen, wie z. B. Nasenkorrektur, div. Kieferoperationen, Chondrolaryngoplastik (Feminisierung des Adamsapfels) und Lippenvergrößerung.
Gesichter enthalten sekundäre Geschlechtsmerkmale, die männliche und weibliche Gesichter leicht unterscheidbar machen, einschließlich der Form der Stirn, der Nase, der Lippen, der Wangen, des Kinns und der Kieferlinie; die Merkmale im oberen Drittel des Gesichts scheinen am wichtigsten zu sein, und subtile Veränderungen der Lippen können eine starke Wirkung haben.

## Medizinische Notwendigkeit
Für einige Transgender-Frauen ist FFS medizinisch notwendig, um Geschlechtsdysphorie zu behandeln. Sie kann genauso wichtig oder sogar wichtiger als genitale Geschlechtsumwandlung sein, um Geschlechtsdysphorie zu verringern und trans Frauen bei der sozialen Integration zu helfen; Daten zu dieser Art von Ergebnissen sind durch die geringe Größe von Studien und Störvariablen wie andere Feminisierungsverfahren begrenzt. Die meisten Patientinnen, die sich einer FFS unterziehen, sind Transgender-Frauen, aber auch viele Cisgender-Frauen, die ihr Gesicht als zu männlich empfinden, unterziehen sich gesichtsfeminisierenden Operationen.
Es gibt zahlreiche Studien, die gezeigt haben, dass Gesichtsfeminisierungsoperationen das Wohlbefinden von trans Frauen signifikant verbessern können. Im Vergleich zur allgemeinen weiblichen Bevölkerung sowie trans Frauen, die eine geschlechtsangleichende Operation (GRS), eine Gesichtsfeminisierungsoperation (FFS) oder beides hatten, war die mentale gesundheitsbezogene Lebensqualität bei trans Frauen ohne chirurgische Eingriffe statistisch verringert.
Kandidatinnen für FFS sollten warten, bis die Schädelknochen ihr Wachstum eingestellt haben, bevor sie sich einer FFS unterziehen. Der Weg, um festzustellen, ob die Schädelknochen ihr Wachstum eingestellt haben, besteht in aufeinanderfolgenden Röntgenbildern des Unterkiefers und der Handgelenksknochen, um sicherzustellen, dass das Knochenwachstum gestoppt ist.

## Chirurgische Eingriffe
Zu den am häufigsten durchgeführten chirurgischen Eingriffen bei FFS gehören die folgenden:

### Oberes Drittel des Gesichts
Einige Studien haben gezeigt, dass die Form der Stirn einer der Hauptunterschiede zwischen cisgeschlechtlichen Männern und cisgeschlechtlichen Frauen ist. Haarlinienkorrektur, Stirnkorrektur, Augenhöhlenkorrektur und Augenbrauenlift sind Eingriffe, die häufig gleichzeitig mit der Nasenkorrektur durchgeführt werden.
Korrektur des Haaransatzes
Bei Männern ist der Haaransatz oft höher als bei Frauen und hat in der Regel über den Schläfen zurückspringende Ecken, die ihm eine „M“-Form verleihen. Der Haaransatz kann nach vorne verschoben werden und eine rundere Form erhalten, entweder durch eine Absenkung der Haarlinie, bei der die Kopfhaut angehoben und neu positioniert wird, oder mit einer Haartransplantation.
Stirn-Rekonturierung
Männer haben in der Regel einen horizontalen Knochenkamm, der knapp über der Augenbrauenhöhe quer über die Stirn verläuft, den sogenannten Überaugenwulst (oder „Brauenkamm“), zu dem auch die „supraorbitalen Ränder“ (der untere Rand, auf dem die Augenbrauen sitzen) gehören. Männer neigen auch dazu, eingerückte Schläfen und eine flachere Stirn als Frauen zu haben.
Der Brauenkamm ist in der Regel fester Knochen und kann problemlos abgeschliffen werden. Der Abschnitt des Brauenbogens zwischen den Augenbrauen (die Glabella) liegt über einem Hohlraum, dem Sinus frontalis. Da die Stirnhöhle hohl ist, kann es schwieriger sein, den Buckel dort zu entfernen. Wenn der Knochen über der Stirnhöhle dick genug ist, kann der Höcker durch einfaches Abschleifen des Knochens entfernt werden. Bei manchen Menschen ist die Knochenwand jedoch so dünn, dass es nicht möglich ist, den Höcker vollständig abzuschleifen, ohne die Wand zur Stirnhöhle zu durchbrechen.
FFS-Chirurgen haben zwei Hauptansätze zur Lösung dieses Problems gewählt. Der konservativste Ansatz besteht darin, die Knochenwand so weit wie möglich abzuschleifen, ohne sie zu durchbrechen, und dann den Bereich um die verbleibende Vorwölbung mit Hydroxylapatit-Knochenzement aufzubauen, der jede sichtbare Stufe zwischen der verbleibenden Vorwölbung und dem Rest der Stirn ausgleichen kann. In diesen Fällen kann manchmal eine zusätzliche Verkleinerung der Vorwölbung durch Ausdünnen des darüber liegenden Weichteilgewebes erreicht werden. Alternativ können FFS-Chirurgen einen Eingriff durchführen, der als Stirnrekonstruktion oder Kranioplastik bezeichnet wird, bei dem der Glabella-Knochen auseinandergenommen, ausgedünnt und neu geformt und in der neuen weiblichen Position mit kleinen Titandrähten oder einer orthopädischen Platte aus Titan und Schrauben wieder zusammengesetzt wird. Die Daten darüber, welcher Ansatz besser ist, sind begrenzt und bieten keine Orientierungshilfe. Zu den Risiken der Kranioplastik gehören die nicht ordnungsgemäße Heilung des Schädels, die Bewegung der Knochenfragmente und die Bildung von Zysten; diese können in der Regel durch einen anderen Eingriff korrigiert werden.
Augenbrauenlifting
Im Vergleich zu cisgeschlechtlichen Frauen haben cisgeschlechtliche Männer tendenziell niedrigere Augenbrauen in Bezug auf die Position ihres Brauenkammes. Außerdem liegen bei Männern die Augenbrauen tendenziell unterhalb des Brauenkamms, während die Augenbrauen von Frauen tendenziell oberhalb des Brauenkamms liegen. Dementsprechend führt FFS zum Anheben der Augenbrauen zu einem Gesicht mit einem weiblicheren Aussehen.
Orbit Recontouring
In einigen Studien hat sich gezeigt, dass die Augenform das wichtigste Unterscheidungsmerkmal zwischen cis-Männern und -Frauen ist. Weibliche Cis-Augenhöhlen sind tendenziell kleiner, liegen höher im Gesicht, haben schärfere Außenkanten und liegen an ihren Innenkanten näher beieinander (der Intercanthal-Abstand). Einige FFS verändern die Form der Augenhöhle; die Daten zu den Ergebnissen sind begrenzt. In der Regel werden Standardverfahren der Rhinoplastik verwendet. Es gibt nur wenige Daten zu den Ergebnissen.

### Rhinoplastik
Männliche Nasen sind in der Regel größer, länger und breiter als weibliche Nasen; außerdem zeigt die Nasenspitze von Frauen häufiger sichtbar leicht nach oben als die von Männern. Daher werden bei dem Verfahren Knochen und Knorpel entfernt und die verbleibenden Reste neu modelliert. In den meisten Fällen wird dies in einem offenen Verfahren durchgeführt, aber es wurden auch endonasale Verfahren angewandt; in allen Fällen besteht bei der Verkleinerung der Nase die Gefahr, dass die Funktion der Nasenklappen beeinträchtigt wird. Es gibt nur bedingt Daten zu den Ergebnissen dieses Eingriffes.

### Wangenimplantate
Bei Frauen sind die Wangenknochen oft stärker nach vorne gerichtet und die Wangen insgesamt voller, wobei ein Dreieck aus dem Wangenknochen und der Kinnspitze gebildet wird. Die Planung der Wangenkonturierung erfolgt gleichzeitig mit der Planung der Umformung des Kinns. Die Wangen werden durch Knochenabtragung und Neupositionierung der Gesichtsknochen umgeformt. Die Vergrößerung der Wangen mit Implantaten oder mit Fett, das aus anderen Körperteilen gewonnen wird, ist üblich. Zu den Risiken von Implantaten gehören Infektionen sowie die Gefahr, dass sich das Implantat verschiebt und asymmetrisch wird; Fett kann schließlich absorbiert werden.

### Lippen
Subtile Veränderungen der Form und Struktur der Lippen können einen starken Einfluss auf die Feminisierung haben. Der Abstand zwischen der Nasenbasis und dem oberen Ende der Oberlippe ist bei Männern tendenziell länger als bei Frauen, und die Oberlippe ist länger; wenn ein weiblicher Mund offen und entspannt ist, liegen die oberen Schneidezähne oft einige Millimeter frei.
In der Regel wird ein Einschnitt direkt unter der Nasenwurzel vorgenommen und ein Stück Haut entfernt. Wenn die Lücke geschlossen wird, wird die Oberlippe angehoben und in eine weiblichere Position gebracht, wobei oft ein Teil der oberen Schneidezähne freigelegt wird. Der Chirurg kann die Oberlippe durch ein Lippenlifting auch ein wenig nach außen rollen, wodurch sie voller erscheint.
Frauen haben oft vollere Lippen als Männer, daher wird bei der Feminisierung oft eine Lippenauffüllung eingesetzt. Injizierbare Füllstoffe sind risikoarm, werden aber in der Regel nach etwa sechs Monaten absorbiert, und viele Implantate weisen höhere Komplikationsraten wie Infektionen oder Abstoßung auf. Die Verwendung von Eigenfett kann zu Klumpen führen und hält nicht lange an. Die am längsten anhaltenden und risikoärmsten Ergebnisse scheinen sich aus der Verwendung von azelluläre Dermis-Produkten zu ergeben.

### Kinn und Kieferkontur
Das Kinn von Männern ist tendenziell länger und breiter als das von Frauen, mit einer quadratischeren Basis, und ragt mehr nach außen als das von Frauen. Die Kieferlinie von gleichgeschlechtlichen Männern erstreckt sich tendenziell in einem breiteren Winkel vom Kinn nach außen als die von gleichgeschlechtlichen Frauen und hat eine scharfe Ecke am hinteren Ende. Bemerkenswert ist jedoch, dass viele cis-Frauen Kiefer und Kinn mit denselben Merkmalen haben.
Die Länge des Kinns kann entweder durch eine Knochenrasur oder durch eine so genannte „Gleitende Genioplastik“ verringert werden, bei der ein Teil des Knochens entfernt wird. Der Kiefer kann durch eine Kieferverkleinerung umgeformt werden; manchmal wird dies durch den Mund durchgeführt. Der Kaumuskel kann auch reduziert werden, um den Kiefer schmaler erscheinen zu lassen.
Das größte Risiko bei diesen Eingriffen ist die Schädigung des Nervus mentaliss, der durch das Kinn und den Kiefer verläuft; weitere Risiken sind die Schädigung von Zahnwurzeln, Infektionen, Nonunion und die Schädigung des Mentalis-Muskels, der die Unterlippe steuert und sich an den Rändern des Kinns befindet.

### Adamsapfelverkleinerung
Männer neigen dazu, nach der Pubertät einen viel ausgeprägteren Adamsapfel als Frauen zu haben. Der Adamsapfel kann mit einem Verfahren namens Chondrolaryngoplastik verkleinert werden; das Ziel des Verfahrens ist es, die Größe zu reduzieren, ohne eine Narbe zu hinterlassen. Es besteht das Risiko einer Beschädigung der Stimmbänder und einer Destabilisierung des Kehldeckels.

### Begleitende Verfahren
Verschönerungs- und Verjüngungsmaßnahmen werden oft gleichzeitig mit der Feminisierung des Gesichts durchgeführt. So werden beispielsweise Tränensäcke und erschlaffte Augenlider häufig mit einer „Blepharoplastik“ korrigiert und viele Feminisierungspatienten unterziehen sich einer Gesichts- und Halsstraffung.

## Geschichte
FFS-Techniken stammen aus der Maxillofazialen Chirurgie, der Otolaryngologie und der Plastischen Ästhetischen und Rekonstruktiven Chirurgie.
Die Gesichtsfeminisierung wurde 1982 erstmals in Betracht gezogen, als Darrell Pratt, ein plastischer Chirurg, der Geschlechtsumwandlungsoperationen durchführte, an Douglas Ousterhout herantrat mit der Anfrage einer Transgender-Patientin von Pratt. Die Patientin wollte eine plastische Operation, um ihr Gesicht weiblicher erscheinen zu lassen, da die Leute immer noch auf sie reagierten, als wäre sie ein Mann. In seiner früheren Praxis hatte Ousterhout Gesichter und Schädel von Menschen rekonstruiert, die Geburtsfehler, Unfälle oder andere Traumata erlitten hatten. Ousterhout war daran interessiert zu helfen, wusste aber nicht, was ein „weibliches Gesicht“ ausmachte, also untersuchte er zunächst die Anthropologie aus dem frühen 20. Jahrhundert, um herauszufinden, welche Merkmale „weiblich“ waren, dann leitete er aus einer Reihe von Cephalogrammen, die in den 1970er Jahren aufgenommen wurden, Messungen ab, die diese Merkmale definierten, und arbeitete dann mit einem Satz von mehreren hundert Schädeln, um zu sehen, ob er anhand dieser Messungen zuverlässig unterscheiden konnte, welche weiblich und welche männlich waren. Ousterhout begann daraufhin herauszufinden, welche chirurgischen Techniken und Materialien er bereits verwendete, um ein männliches Gesicht in ein weibliches Gesicht zu verwandeln. Er leistete Pionierarbeit bei den meisten Verfahren der FFS und war auch an deren späteren Verbesserungen beteiligt.

## Kosten
In den USA kostete das Verfahren 2006 zwischen 20.000 und 40.000 Dollar, etwa doppelt so viel wie eine Geschlechtsangleichende Operation.

### In der EU
In den meisten Ländern der Europäischen Union werden FFS-Verfahren bereits von den Krankenkassen übernommen. Beispielsweise werden in Ländern wie Schweden, Dänemark, Belgien und den Niederlanden FFS-Verfahren vollständig oder teilweise von den Krankenkassen finanziert. In anderen Ländern wie Großbritannien und Frankreich sind FFS-Verfahren Teil des nationalen Gesundheitssystems.
Es besteht auch die Möglichkeit, durch Einreichung eines S2-Formulars bei der eigenen Sozialversicherung die Genehmigung einer geplanten medizinischen Behandlung in einem anderen EU- oder EFTA-Land zu beantragen. In diesem Fall wird der Patient wie ein Einwohner dieses Landes behandelt und muss eventuell einen Teil der Kosten im Voraus bezahlen. Die Rechnung ist bei der Krankenkasse des Landes einzureichen, in dem die Behandlung stattgefunden hat.
In Deutschland, Österreich und der Schweiz
Anträge auf eine Kostenübernahme werden von den gesetzlichen Krankenversicherungen abgelehnt, obwohl die medizinische Notwendigkeit 2018 mit starkem Konsens durch die (mittlerweile abgelaufene) S3-Leitlinie gegeben und indiziert war. Den meisten Patienten gelingt es immerhin, ihre FFS-Kosten von der Steuer abzusetzen.